# Ostraconotus spatulipes
Ostraconotus spatulipes är en kräftdjursart som först beskrevs av Alphonse Milne-Edwards 1880.  Ostraconotus spatulipes ingår i släktet Ostraconotus och familjen eremitkräftor. Inga underarter finns listade i Catalogue of Life.